# Scottish Challenge Cup
Scottish Professional Football League Challenge Cup kendt som Scottish League Challenge Cup eller Scottish Challenge Cup og er pt. kendt som Irn Bru Cup grundet sponsor rettigheder, er en skotsk cup der blev etableret i 1990.
Turneringen indeholder alle U/20-holdene fra Scottish Premiership, 30 hold fra Scottish Championship, Scottish League One, Scottish League Two, fire hold fra Highland Football League, Lowland Football League og otte gæstende hold fra ligaer udenfor Skotland.
Turneringen blev oprindeligt etableret som en turnering, der kun skulle løbe en sæson grundet 100 års jubilæum for den skotske liga. Men blev efter første sæson etableret til en fast turnering hvert år. Meningen med turneringen er at mindre rangerende hold kan kunne spille cup-fodbold, og måske løbe afsted med et trofæ. Det var først i sæsonen 2016-17 at U/20-holdene fra Scottish Premiership fik lov til at deltage i turneringen.